# Teorema de Kronecker-Weber
Na teoria algébrica dos números, o teorema de Kronecker-Weber estabelece que cada extensão abeliana finita do corpo dos números racionais {\displaystyle \mathbb {Q} }, ou em outras palavras cada corpo numérico algébrico cujo grupo de Galois sobre {\displaystyle \mathbb {Q} } seja abeliano, é um subcorpo de um corpo ciclotômico, ou seja, um corpo obtido ao adicionar-se uma raiz da unidade aos números racionais.
Kronecker proporcionou a maior parte da prova em 1853, enquanto Weber (em 1886) e Hilbert (em 1896), preencheram as lacunas existentes. Se pôde provar mediante uma construção algébrica direta, embora também seja uma consequência simples da teoria de corpos de classes e se pode provar juntando dados locais sobre o campo p-ádico de cada primo p.
Para uma extensão abeliana K de Q existe de fato um campo ciclotômico mínimo que a contêm. O teorema permite definir o condutor de K, como o menor inteiro n tal que K resida no corpo gerado pelas raízes enésimas da unidade. Por exemplo, os corpos quadráticos têm como condutor o valor absoluto de seu discriminante, um feito amplamente generalizado na teoria de corpos de classes.